# Wellcome Trust Sanger Institute

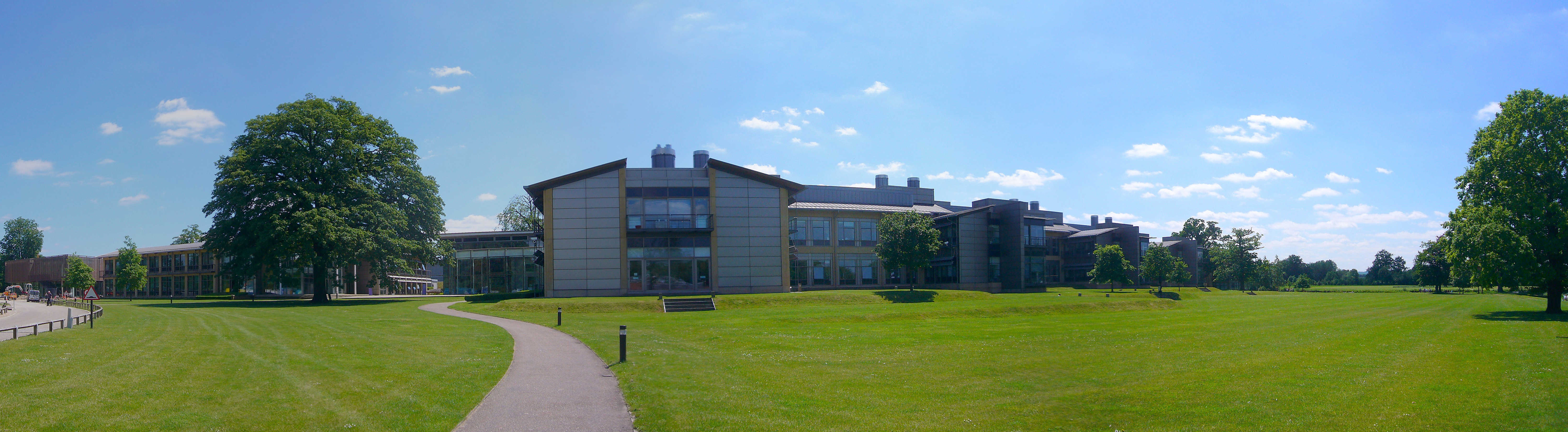
Sulston Laboratorien des Sanger Institute sowie EBI

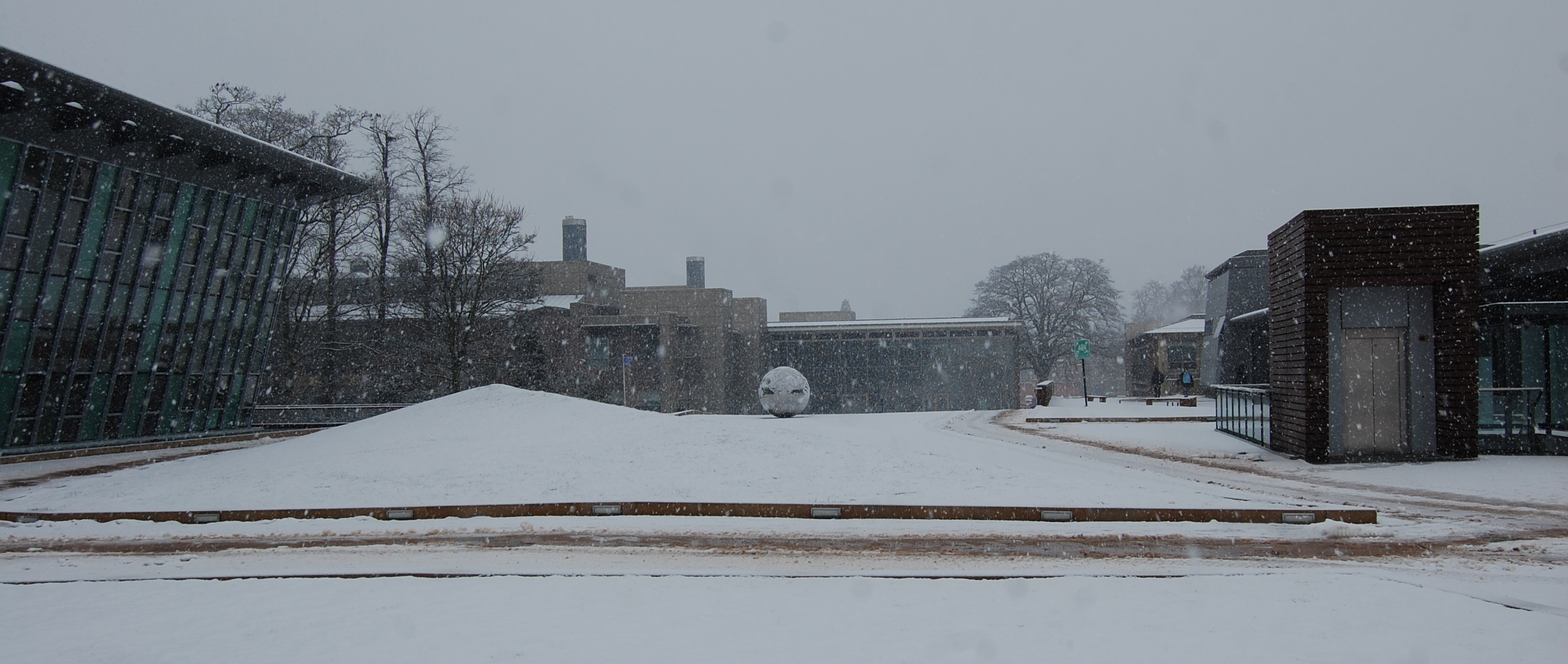
Die Gebäude Morgan (links) und Sulston (Hintergrund) des Wellcome Trust Sanger Institute

Das Wellcome Trust Sanger Institute ist ein international bekanntes britisches Genomforschungsinstitut in der Nähe von Cambridge. Es spielte eine wesentliche Rolle im Humangenomprojekt.
Das Institut wurde nach dem zweifachen Nobelpreisträger Frederick Sanger benannt. Es befindet sich auf einem Campus des  Wellcome Trusts in Hinxton, einem Dorf in der Nähe von Cambridge, Großbritannien.
Das Institut nutzt insbesondere Hochdurchsatzverfahren aus dem Bereich der DNA- und Sequenzanalyse mit dem Ziel des besseren Verständnisses der genetischen Information und deren Rolle im kranken bzw. gesunden Menschen. Außerdem stellt das Institut selbst erzeugte bzw. externe Forschungsergebnisse in der Form von Datenbanken kostenlos zur Verfügung.

## Geschichte des Sanger Institutes
Das Wellcome Trust Sanger Institute wurde 1992 gegründet und von einer Stiftung zur Förderung der Wissenschaft (Wellcome Trust) sowie einer medizinischen Forschungsgemeinschaft (Medical Research Council) finanziert. Gründungsziel war vor allem, „eine substantielle Rolle bei der Sequenzierung und Interpretation des menschlichen Genomes zu spielen.“

## Wellcome Trust Genom Campus
Das Institut befindet sich auf einem ca. 200.000 Quadratmeter großen, parkähnlichen Gelände, in dessen Mitte ein altes Herrenhaus (Hinxton Hall) steht. Das Institut teilt sich das Gelände mit dem Europäischen Bioinformatikinstitut (EBI) sowie einem Konferenzzentrum.
Auf dem gesamten Campus arbeiten ca. 1300 Mitarbeiter (Stand 2008), davon 800 für das Wellcome Trust Sanger Institute.

## Finanzierung
Das Sanger Institute ist eine gemeinnützige Organisation und wird primär vom Wellcome Trust finanziert. Der Wellcome Trust ist die größte gemeinnützige Stiftung in Großbritannien und die weltweit größte Stiftung, die biomedizinische Forschung unterstützt.
Für den Fünfjahreszeitraum von 2006 bis 2011 werden vom Wellcome Trust 340 Millionen Pfund zur Verfügung gestellt.